# Sobralia rogersiana
Sobralia rogersiana är en orkidéart som beskrevs av Eric Alston Christenson. Sobralia rogersiana ingår i släktet Sobralia och familjen orkidéer.
Artens utbredningsområde är Guatemala. Inga underarter finns listade i Catalogue of Life.